# Rudolph Ernest Langer
Rudolph Ernest Langer, auch Rudolf,  (* 8. März 1894; † 11. März 1968) war ein US-amerikanischer Mathematiker.
Rudolph Langer war der Bruder von Walter Charles Langer und William L. Langer. Er wurde 1922 an der Harvard University bei George David Birkhoff über Randwertprobleme von Differentialgleichungen promoviert. Von 1922 bis 1925 lehrte er am Dartmouth College und von 1927 bis 1964 war er Professor an der University of Wisconsin–Madison. Von 1942 bis 1952 stand er dort der Mathematik-Fakultät vor. Er leitete das Army Mathematics Research Center an der Universität. Sein Nachfolger in dieser Position war John Barkley Rosser.
Er befasste sich mit Randwertproblemen und asymptotischen Lösungen gewöhnlicher Differentialgleichungen und auch mit inversen Problemen zum Beispiel aus der Geophysik.
Von 1949 bis 1950 war er Präsident der Mathematical Association of America. 1959 wurde er in die American Academy of Arts and Sciences gewählt. 1964 erhielt er die Outstanding Civilian Service Medal der US Army. Er arbeitete auch an Birkhoffs Buch Relativity and Modern Physics (1923) mit.

## Schriften
- A first course in ordinary differential equations, Wiley 1954